# Life in the Freezer
Life in the Freezer je BBC-jeva dokumentarna serija o naravi, ki jo je napisal in predstavil David Attenborough, ki je bila prvič predvajana v Združenem kraljestvu 18. novembra 1993.
Študija sezonskega cikla Antarktike je bila prva Attenboroughova bolj specializirana raziskava po njegovi glavni trilogiji, ki se je začela z Življenjem na Zemlji. Vsaka od šestih 30-minutnih epizod (razen zadnje) raziskuje, kako se vrste med letom spopadajo z življenjem na Antarktiki.
Serija je nastala v sodelovanju z National Geographic Society in Lionheart International, Inc. Producent je bil Alastair Fothergill, glasbo pa je zložil George Fenton.
Del serije programov Življenje Davida Attenborougha je bil pred njim The Trials of Life  (1990), sledila pa mu je The Private Life of Plants (Zasebno življenje rastlin, 1995).

## Ozadje
Tekom serije se raziskuje sezonski vpliv na celino, od ene najhujših zim na planetu do prihoda pomladi, ki pozdravi populacijo čezoceanskih popotnikov, ki se vračajo k razmnoževanju. Nato se poleti bitja, kot so tjulnji in pingvini, borijo za vzgojo svojih mladičev, preden spet nastopi zima. Na tej točki se ledena plošča podvoji in živali morajo oditi, da bi poiskale hrano.
David Attenborough je spremljal 20-člansko ekipo na Antarktiko in tri leta snemal serijo. Morali so se boriti z monolitnimi ledeniki in ekstremnimi vremenskimi razmerami, vključno z morjem, snežnimi nevihtami s hitrostjo 160 km/h in ostrimi temperaturami.
Še enkrat, po nadaljevanju The Trials of Life, je ekipa uporabila najnovejšo tehnologijo in tehnike kamere in je morala odpotovati na ozemlje, ki je bilo filmskim ustvarjalcem prej nedostopno. Na primer, za fotografiranje divjih živali v morju so bili uporabljeni čolni, potapljači, viseče kapsule in daljinsko vodene kamere, nameščene na napihljive ladje. Posebej nevarni za potapljače so bili morski leopardi in drugi plenilci, zato so nekateri podvodni sekvenci zaradi varnosti zahtevali uporabo kletk. Ekipa je uporabila tudi majhno jahto z jeklenim trupom, Damien II. Imela je zložljivo kobilico, ki je plovilu omogočala, da se je podala v plitve zalive in pristala s snemalcem na oddaljenih otokih, kjer so lahko ostali v stiku prek radia. Steadicam je bil uporabljen za pridobivanje bližnjega posnetka bojnih krznenih tjulnjev, pri čemer je druga oseba v bližini nosila par lesenih drogov, če bi katero od bitij napadlo človeške obiskovalce.
Snemalec Michael deGruy je povedal, kako je bilo snemati pod ledom med nevihto:
 »Skočil sem v luknjo od tjulnjev in odrinil led, ko sem vstopil, in dali so mi fotoaparat. Presenetljivo me ni preveč zeblo, razen okoli mesta, kjer so se moja usta držala regulatorja, in to je takoj zmrznilo in otrpnilo. Nenadoma je vse utihnilo in ugotovil sem, da zlahka gledam enega najbolj nenavadnih prizorov, kar sem jih kdaj doživel. Ko sem padel skozi luknjo v ledu, sem bil popolnoma obdan z ledom: predor, ki je bil premera približno dvajset metrov. Vse nad menoj na kopnem je bučalo od vetra in tam spodaj ni bilo nobenega zvoka, razen oddaljenih trkov Weddellovih tjulnjev.
Zadnja epizoda govori o tekmi ljudi, ki bodo prvi dosegli južni tečaj, druga polovica pa opisuje, kako je nastala serija.

## Epizode
»Sem v samem središču velike bele celine, Antarktike. Južni tečaj je oddaljen približno pol milje. Tisoč milj v vse smeri je le led. In na celotni celini, ki je približno enainpolkrat večja od Združenih držav Amerike in večja od Evrope, vse leto prebiva največ 800 ljudi. To je najbolj samoten in najhladnejši kraj na Zemlji, kraj, ki je življenju najbolj sovražen. Pa vendar je na enem ali dveh mestih osupljivo bogat.«— Uvodne besede Davida Attenborougha

### 1. "Bogastvo morja"
Prva epizoda, predvajana 18. novembra 1993, predstavi celino Antarktiko in okoliško morje ter otoke, njene ledenike in ledene gore, ki nastanejo iz nje. Opisuje, kako se celina spreminja skozi letne čase, saj se dejansko podvoji pozimi, ko okoliško morje zamrzne, kar je »največja sezonska sprememba, ki se zgodi na tem planetu«. Pingvini, kiti in tjulnji so prikazani med prehranjevanjem v Južnem oceanu. Mnogi med njimi se prehranjujejo z obilico krila (ki se prehranjuje s fitoplanktonom in ledenimi algami). Kiti grbavci so prikazani, kako lovijo kril s prefinjenim sodelovanjem: ustvarijo spiralne zavese zračnih mehurčkov, ki ga poženejo v njihovo središče, kjer jih lahko kiti nato ujamejo tako, da se dvignejo navzgor po sredini spirale. Prikazane so tudi različne morske ptice, ki se hranijo v antarktičnem morju, zlasti albatrosi, katerih impresiven razpon kril je mogoč, ker izkoriščajo vzgon, ki ga ustvarjajo ogromni valovi v nevihtnih južnih vodah. Zaradi raznovrstnosti krila lahko albatrosi na enem potovanju v iskanju prepotujejo več sto ali celo tisoče milj. Vse ptice lovijo in skupina (vključno z severni veleviharnik) je prikazana, kako vzame ostanke kita, ki ga je pustila orka. Številne ptice (vključno s pingvini) odlagajo jajca in hranijo svoje piščance na otokih, ki obdajajo antarktično celino, zlasti v Južni Georgii, kjer imajo albatrosi in kraljevi pingvini gnezdišča skozi vse leto.

### 2. "Umikanje ledu"
Epizoda preučuje, kaj se spomladi dogaja na Antarktiki. Morski led se razprostira na stotine milj okoli celine, vendar je nekaj subantarktičnih otokov, ki mu uidejo. Takšni kraji so zelo cenjeni, saj morje nikoli ne zamrzne, zato lahko živali vedno pridejo na kopno. Morski sloni so prva bitja, ki so se vrnila na plaže. Oblikujejo velike gnezditvene kolonije, kjer samci bijejo hude bitke, da pridobijo in obdržijo stalen dostop do velikega števila samic in se parijo z njimi, takoj ko so spet dojemljive. Milijoni pingvinov Eudyptes chrysolophus zasedajo ogromna ozemlja na otokih, da se razmnožujejo, prav tako na tisoče albatrosov. Antarktični polotok je eno redkih območij celine, kjer živijo živali, tudi poleti. Oslovski pingvini (Pygoscelis papua) gradijo svoja gnezda na golih skalah in kiti grbavci iščejo kril ob obali, medtem ko Adelijski pingvini gnezdijo še južneje. Rakojedi tjulenj (Lobodon carcinophaga), eden najštevilčnejših sesalcev na Zemlji, živi in se razmnožuje v območju plavajočega ledu okoli Antarktike. Snežne burnice (Pagodroma nivea) preletijo veliko milj na otok, da bi našle kamen, na katerega bi odložile jajca.

### 3. "Tekma za razmnoževanje"
Ta epizoda obravnava poletje, ko se skoraj vse življenje v regiji razmnožuje. Prikazana je južnogeorgijska kolonija krznenih tjulnjev: mladiči hitro rastejo ob bogatem, mastnem mleku, ki ga dajejo njihove matere, in podvojijo svojo težo v samo šestdesetih dneh. Ko postanejo samice spolno dostopne, se začne sezona parjenja – samci poskušajo zasesti ozemlje in se pariti s samicami. Ogrličasti pingvini (Pygoscelis antarcticus) tvorijo velike skupine na otoku Deception in se vzpenjajo po njegovih strmih pobočjih, da bi našli gorske grebene brez snega. Ptice, ki se vračajo, najdejo svoje partnerje tako, da prepoznajo njihov glas (ko jih najdejo, opravijo kratek ritual pozdrava), zato so kolonije v času gnezdenja zelo hrupne. Samci in samice se izmenjujejo pri lovljenju hrane, nekaj pa jo pozneje izbljuvajo za svoje piščance. Poletje tudi odtaja nekaj ledu na obalah celine. Sladka voda omogoča rast mahu in drugih rastlin, ki so hrana za pršice, ki so prilagojene na hladno podnebje – preživijo temperature do minus 30 °C, saj vsebujejo nekakšen antifriz. Aktivne postanejo takoj, ko se led stopi in se razmnožujejo, kadar koli imajo za to priložnost. Lišaji rastejo še južneje kot mah, nekaj snega pa poselijo alge. V oceanu je življenje veliko bolj raznoliko in modrooki kormorani se potapljajo za ribami v bližini polotoka. Več kot 300.000 viharnikov gnezdi v Scullinovem monolitu, eno redkih območij odprtih skal.

### 4. "Vrata se zaprejo"
Ta epizoda, predvajana 9. decembra 1993, opisuje selitev večine živali proti severu (nekaterih z Antarktike, drugih z nekaj otokov, ki jo obdajajo), ko celina in okoliško morje ob koncu poletja zamrzneta. Na rtu Royds je najbolj južna kolonija adelijskih pingvinov skoraj izpraznjena, saj odrasli vodijo svoje pravkar pernate mladiče v morje. Mladi pingvini pogosto postanejo žrtev morskih leopardov, ko se skušajo prebiti čez že delno zmrznjeno vodo – in njihovi ostanki postanejo hrana za enakonožce in metrske nitkarje. Vendar morajo odrasli pingvini pred odhodom v morje oleviti dlako. Zamrznjen morski led običajno ne doseže Južne Georgie in tjulnjeve mladiče tam jeseni še vedno hranijo njihove matere, da so pripravljeni na zimo. Preostali čas izkoristijo za igro in lažne boje v oceanu. Tisti, ki ne preživijo, postanejo hrana za ptice roparice – govnačke in orjaške burnice. Tudi morski sloni se med bivanjem na otoku levijo. Albatrosi, ki gnezdijo v Južni Georgii, se še naprej hranijo in parijo, vendar vedno hujše vreme prisili večino živali severneje.

### 5. "Velika zamrznitev"
Epizoda se ukvarja s tistimi, ki ostanejo v najhladnejšem vremenu. Ker so skoraj vsi živalski prebivalci Antarktike prisiljeni migrirati, je morje pod ledom še vedno dom številnim posebej prilagojenim ribam, katerih celice so zaščitene pred zmrzovanjem z vgrajenim "antifrizom". Mnogi se prehranjujejo z iztrebki drugih živali. Morda najbolj opazno večje bitje, ki ne potuje proti severu, je Weddellov tjulenj (Leptonychotes weddellii), ki ga lahko najdemo kar 1300 kilometrov od tečaja. Skupine tjulnjev vrtajo luknje v ledu, da se potapljajo po hrano in se dvignejo, da zadihajo. Samice se vrnejo na led, da skotijo. Opisano je tudi primitivno rastlinstvo, kot je lišaj, ki ga pozimi še vedno lahko najdemo na celini, tudi v izjemno suhih in trajno zmrznjenih dolinah – razmerah, v katerih lahko mrtve živali zmrznejo več stoletij, ne da bi se razkrojile. Attenborough ugotavlja, da je antarktična planota tako »prepovedana, sovražna in opustošena«, da se človeško življenje tam zdi ne le nepomembno, ampak tudi »popolnoma nepomembno«. Raziskano je tudi življenje cesarskega pingvina, »edine ptice, ki izleže jajca neposredno na led«. Medtem ko se drugi umikajo, se cesarski selijo ne samo na led, ampak tudi na samo Antarktiko. Novo izleženo jajce se hitro prenese s samice na samca. Nato jajca inkubirajo v najtežjih razmerah na Zemlji (pri temperaturah do minus 70 °C se stisnejo skupaj), medtem ko se njihovi partnerji vrnejo v morje.

### 6. "Sledi v snegu"
Zadnji del, predvajan 23. decembra 1993, govori o človeškem raziskovanju Antarktike, zlasti o misiji, ki jo je vodil kapitan Robert Falcon Scott, čigar ekipa je umrla na poti nazaj z južnega tečaja. Attenborough obišče kočo na rtu Evans, kjer so Scott in njegova ekipa preživeli zimo leta 1911. Prikazuje njihov dobro opremljen laboratorij in temnico, kjer je fotograf skupine Herbert Ponting razvijal svoje filme. Attenborough primerja prevoz, ki ga je uporabljal Scott (sprva motorne sani, poniji in psi, nato pa je končal peš), z današnjimi helikopterji. Epizoda podrobno opisuje tudi znanstveno delo v sodobnih človeških bazah na Antarktiki, zlasti v bazi Mawson in njenem opazovanju Adelijskih pingvinov (delno prek sledilnih naprav). Film zaključuje, da čeprav je delo na Antarktiki zdaj veliko lažje kot v zgodnjih dneh raziskovanja, so človeški koraki na celini še vedno izjemno redki – deloma zaradi mednarodnih pogodb, ki prepovedujejo industrijsko izkoriščanje.
 »V času, ko se lahko na vrh Everesta v enem dnevu postavi trideset ljudi, ostaja Antarktika še vedno oddaljena, samotna in pusta celina. Kraj, kjer je mogoče videti sijaj in neizmernost naravnega sveta v njegovi najbolj dramatični obliki in, kar je še več, biti priča skoraj natanko takšnim, kot so bili, dolgo, dolgo preden so ljudje prispeli na površje tega planeta. Naj dolgo ostane tako.— David Attenborough, v zaključku

## Polemika A. N. Wilsona
Po oddaji  Life in the Freezer  je A. N. Wilson, takratni televizijski ocenjevalec za The Independent, napisal kolumno, v kateri je produkcijsko ekipo obtožil, da je uprizorila grozljivo sekvenco, v kateri je morski leopard ubil in razkosal mladega pingvina. Trdil je, da so bile možnosti za snemanje takšnega naravnega vedenja veliko premajhne in da je ekipa verjetno metala mladiče pingvinov tjulnom, dokler niso dobili želenega posnetka.
Alastair Fothergill je odgovoril z grožnjo s tožbo. V zasebni poravnavi je bil Wilson prisiljen objaviti opravičilo in umik, v katerem je priznal, da za njegove trditve ni bilo podlage. Independent je plačal tudi nerazkrito vsoto denarja, ki sta jo Fothergill in Attenborough podarila skladu za pingvine Falklandskih otokov.
Wilson je pred tem podal podobne trditve o Attenboroughovi prejšnji seriji, The Trials of Life, glede snemanja Leipoa ocellata in je bil prisiljen tudi te trditve umakniti.

## DVD in knjiga
Serija je na voljo v Združenem kraljestvu za Regiji 2 in 4 kot en DVD (BBCDVD1106, izdan 16. septembra 2002) in kot del The Life Collection. Ni dodatnih funkcij.
Spremno knjigo Life in the Freezer: A Natural History of the Antarctic avtorja Alastairja Fothergilla s predgovorom Davida Attenborougha (ISBN 0-563-36431-9) je izdala BBC Books 4. novembra 1993. Izšel je ponatis.